# Kangourou antilope
Macropus antilopinus
Espèce
Statut de conservation UICN

 LC  : Préoccupation mineure
Le kangourou antilope (Macropus antilopinus ; en anglais : The Antilopine Kangaroo) est un macropus du Nord de l'Australie depuis la péninsule du cap York au Queensland, la partie Nord du Territoire du Nord et la région de Kimberley en Australie-Occidentale. C'est un animal commun, herbivore, grégaire.
C'est l'un des rares kangourous à afficher un dimorphisme sexuel : le mâle est de couleur rousse alors que la femelle est grise. Le kangourou antilope est plus petit que le kangourou roux et le kangourou géant. Il est considéré parfois comme un wallaroo par les anglophones, c'est-à-dire de taille intermédiaire par rapport aux wallabys.